# Amphitarsus nike
Amphitarsus nike är en ormstjärneart som beskrevs av Schoener 1967. Amphitarsus nike ingår i släktet Amphitarsus och familjen trådormstjärnor. Inga underarter finns listade i Catalogue of Life.